# GoldenCat
L'Open Internacional GoldenCat d'hoquei Patins, generalment conegut com a GoldenCat, és una competició d'hoquei sobre patins internacional, celebrada anualment a Catalunya.
És organitzada per la Federació Catalana de Patinatge des del 2022 i és la competició successora de la Golden Cup, que romangué activa entre els anys 2004 i 2011. Té el reconeixement de la Federació Internacional de Patinatge.

## Resultats i palmarès
A continuació es mostra la classificació a les diverses edicions:
| Any  | Seu                      | Campiones | Segones   | Terceres | Quartes  | Cinquenes |
| ---- | ------------------------ | --------- | --------- | -------- | -------- | --------- |
| 2022 | Olot                     | Catalunya | Itàlia    | Suïssa   | Alemanya | França    |
| 2023 | Sant Hipòlit de Voltregà | Portugal  | Catalunya | Itàlia   | França   | -         |
| 2024 | Cerdanyola del Vallès    | Catalunya | Portugal  | Xile     | Itàlia   | França    |

| Any  | Seu                      | Campions  | Segons    | Tercers   | Quarts   |
| ---- | ------------------------ | --------- | --------- | --------- | -------- |
| 2022 | Olot                     | Catalunya | França    | Itàlia    | Alemanya |
| 2023 | Sant Hipòlit de Voltregà | Portugal  | Itàlia    | Catalunya | França   |
| 2024 | Cerdanyola del Vallès    | Portugal  | Catalunya | França    | Itàlia   |